# Urawa Red Diamonds Ladies
O Urawa Red Diamonds Ladies é um clube de futebol feminino japonês, sediado em Saitama, Japão. A equipe compete na L. League

## História
O clube foi fundado em 1998 como parte do programa de futebol feminino do Urawa Red Diamonds.